# 남구구민체육광장
남구구민체육광장(南區區民體育廣場, Namgu Civic Sports Plaza)은 대한민국 대구광역시에 있는 스포츠 시설이다. 인조잔디 필드가 갖춰진 경기장이며, 2016년에 준공되었다.

## 참고 문헌
- “남구구민체육광장”. 남구청.
- 《2023 전국 공공체육시설 현황 (2022년 12월말 기준)》. 대한민국 문화체육관광부. 2024.